# Nikola Trajkow
Nikola Trajkow (bulgarisch Никола Трайков; * 4. Dezember 1939) ist ein ehemaliger bulgarischer Radrennfahrer und nationaler Meister im Radsport.

## Sportliche Laufbahn
Trajkow wurde 1963 nationaler Meister im Straßenrennen.
1960 (52.) und 1963 (63.) fuhr er die Internationale Friedensfahrt.